# ザ・マミィの今一歩、前へ
『ザ・マミィの今一歩、前へ』（ザ・マミィのいまいっぽ、まえへ）は、文化放送で放送されるラジオ番組。ザ・マミィの冠番組。番組名は『ザ・マミィの今一歩、前へ。』とも表記された。

## 概要
2021年11月30日から2022年3月22日まで放送された『ザ・マミィのカラフルオセロ』からスタッフやコーナーなど多くを引き継ぎ開始された。番組名はラジオパーソナリティーとして「今一歩成長したい」という思いから。
毎週月曜（日曜日深夜）1:30 - 2:00（2024年1月より3月は1:00-1:30）放送。同番組は文化放送における日曜日付けの最終番組となっていた。
前身番組で話のネタに困った、エロネタが多かったということから本番組では毎週「セクシーなゲスト」が出演した（オープニング及びエンディングには出演しなかった。ゲストの出演は2週連続であるが、下表にある通り、まれにゲストコーナーがなかったり、3-4週間にわたり同じゲストが登場したことがあった）。推奨ハッシュタグは「#今一歩」。番組初期はリスナーをイポナーと呼んでいた。
イメージイラスト、プレゼント用ステッカーイラストはdoccoが担当。
2022年12月の首都圏ラジオ聴取率調査で、同時間個人全体聴取率1位。
2023年4月16日、『ますだおかだ岡田圭右とアンタッチャブル柴田英嗣のおかしば』『髭男爵 山田ルイ53世のルネッサンスラジオ』『納言の耳ごろし』『宮下草薙の15分』（ともに文化放送）とともに、VAZを通して番組の切り抜き動画が公式化された。収益を得ることも可能となった。
2024年4月以降、「セクシーなゲスト」制度を廃止し、女優がセクシーパートナーとしてオープニングから通しで出演する構成に変更。
2025年4月放送分から土曜（金曜深夜）1:30 - 2:00に放送枠を移動。
同年6月28日に最終回。同月23日に文化放送1階サテライトスタジオで公開収録を行ったものを放送した。

## 出演

### パーソナリティ
- ザ・マミィ（林田洋平、酒井貴士）

## 主なコーナー
一歩前へプロフィール
ゲスト初登場の際に行われる。ゲスト自身でプロフィールを読み上げ、その後ザ・マミィの2人が気になる部分を掘り下げた。
MOROHAのコーナー
リスナーから募集した魂の怒りをギターの音に乗せて一気に読み上げる。カラフルオセロからの継続コーナー。MOROHAの楽曲風にどうでもいいことを歌うことが元ネタであるが、深夜帯に移行しエロネタ比率が上がっていった。
セックス口上
旧称は『エロは爆発だ』。セックスに対する欲望・願望を一騎打ちを申し込む武将のように読み上げる。『エロは爆発だ』時代は童貞の心の声を爆発させることで成仏させるというコンセプトで、口上のあと爆発音がついた。2024年5月27日放送分の長文投稿が、戦の前の武将のようだったということで翌週よりリニューアル。
ムケ狭間の戦い
包茎軍とズルムケ軍に分かれ投稿を募集。「〇〇するやつはズルムケ」等の構文で、お互い相手側に対する一方的な偏見をののしりあう。

### 終了した主なコーナー
あなたを潤わせたい
カラフルオセロのコーナー「奥さまを潤わせたい」をアップデート。奥様だけでなくリスナーが潤うであろう「官能的な小説の書き出し」を募集。ゲストを含む男女で読み上げた。
改名案
ゲスト女優がもし改名するならば、こんな芸名がよいという案を募集。2022年7月で事実上終了。
照れ罵倒
セクシーゲストに言ってもらいたい「照れ罵倒」を募集。林田、酒井宛どちらに目がけて言ってもらいたいかも併記する。2022年10月開始。
個人の感想です
最後に「個人の感想です」を添えればどんな偏見を言ってもいいんではないかという検証コーナー。
エンディングの酒井の一言
エンディングに言ってもらいたいフレーズを募集。
ONE PIECEの結末
リスナーの知っている漫画ONE PIECEの結末を独断と偏見で提示するコーナー。
これオカズにしたことあります
リスナーのおかず情報を募集、報告。メール件名は「オカズ」。2023年1月30日放送分より募集開始。
今夜は帰りたくないな
「今夜は帰りたくないな」で終わる女性に言ってもらいたいセリフを募集。2023年5月開始。
肉寿司
おいしい肉寿司に出会ったことがないというザ・マミィに、肉寿司の思い出や、肉寿司職人情報を送った。2023年5月開始。
あえぎ川柳
5・7・5の中にあえぎ声の入る川柳を募集。ゲストセクシー女優が読み手を務めた。
ニキネキ図鑑
さだまさしのことを関白ニキと呼んだことから派生。リスナーが見つけたアニキ、アネキを募集。BGMは関白宣言。
How to 色気
ザ・マミィの2人が色気を身に着けるためにしたほうがいいことを募集。ゲスト・七嶋舞に「色気が足りてない」と指摘されたことでコーナー誕生。「色気が上がる100選」作成を目指していた。

## 放送リスト
| 2022年 | 2022年     | 2022年             | 2022年                                         |
| 放送回 | 初回放送日 | ゲスト             | 備考                                           |
| ------ | ---------- | ------------------ | ---------------------------------------------- |
| #1     | 4月4日     | 八掛うみ           |                                                |
| #2     | 4月11日    | 八掛うみ           |                                                |
| #3     | 4月18日    | 涼森れむ、野々浦暖 |                                                |
| #4     | 4月25日    | 涼森れむ、野々浦暖 |                                                |
| #5     | 5月2日     | 流川夕             |                                                |
| #6     | 5月9日     | 流川夕             |                                                |
| #7     | 5月16日    | 松岡すず           |                                                |
| #8     | 5月23日    | 松岡すず           |                                                |
| #9     | 5月30日    | 和久井美兎         |                                                |
| #10    | 6月6日     | 和久井美兎         |                                                |
| #11    | 6月13日    | 冨永ののか         |                                                |
| #12    | 6月20日    | 富永ののか         |                                                |
| #13    | 6月27日    | 河合あすな         |                                                |
| #14    | 7月4日     | 河合あすな         |                                                |
| #15    | 7月11日    | 美ノ嶋めぐり       | 選挙特番のため4:00開始。                       |
| #16    | 7月18日    | 美ノ嶋めぐり       |                                                |
| #17    | 7月25日    | 加藤妃乃           |                                                |
| #18    | 8月1日     | 加藤妃乃           |                                                |
| #19    | 8月8日     |                    | 初のゲストなし回                               |
| #20    | 8月15日    |                    |                                                |
| #21    | 8月22日    | 河合あすな         |                                                |
| #22    | 8月29日    | 河合あすな         |                                                |
| #23    | 9月5日     | 流川夕             |                                                |
| #24    | 9月12日    | 流川夕             |                                                |
| #25    | 9月19日    | 八掛うみ           |                                                |
| #26    | 9月26日    | 八掛うみ           |                                                |
| #27    | 10月2日    | 野々浦暖           |                                                |
| #28    | 10月10日   | 野々浦暖           |                                                |
| #29    | 10月17日   | 和久井美兎         |                                                |
| #30    | 10月24日   | 和久井美兎         |                                                |
| #31    | 10月31日   | 粒楽あむ           |                                                |
| #32    | 11月7日    | 粒楽あむ           |                                                |
| #33    | 11月14日   | 鈴村あいり         |                                                |
| #34    | 11月21日   | 鈴村あいり         |                                                |
| #35    | 11月28日   | 流川夕             |                                                |
| #36    | 12月5日    | 流川夕             |                                                |
| #37    | 12月12日   | 涼森れむ           |                                                |
| #38    | 12月19日   | 涼森れむ           |                                                |
| #39    | 12月26日   | 松岡すず           | プレステージアキバジャックの体験リポートあり。 |

| 2023年 | 2023年     | 2023年                     | 2023年                                                   |
| 放送回 | 初回放送日 | ゲスト                     | 備考                                                     |
| ------ | ---------- | -------------------------- | -------------------------------------------------------- |
| #40    | 1月2日     | 松岡すず                   |                                                          |
| #41    | 1月9日     | 加藤妃乃                   |                                                          |
| #42    | 1月16日    | 加藤妃乃                   |                                                          |
| #43    | １月23日   | 流川夕                     |                                                          |
| #44    | 1月30日    | 流川夕                     |                                                          |
| #45    | 2月6日     | 冨永ののか                 |                                                          |
| #46    | 2月13日    | 冨永ののか                 |                                                          |
| #47    | 2月20日    | 河合あすな                 |                                                          |
| #48    | 2月27日    | 河合あすな                 |                                                          |
| #49    | 3月6日     | 七嶋舞                     |                                                          |
| #50    | 3月13日    | 七嶋舞                     |                                                          |
| #51    | 3月20日    | 七嶋舞、MOROHA（AFRO、UK） | 初の男性ゲスト                                           |
| #52    | 3月27日    | 七嶋舞、MOROHA（AFRO、UK） |                                                          |
| #53    | 4月3日     | 美ノ嶋めぐり               |                                                          |
| #54    | 4月10日    | 美ノ嶋めぐり               |                                                          |
| #55    | 4月17日    | マンハッタン木村           | 初の監督ゲスト                                           |
| #56    | 4月24日    | マンハッタン木村           |                                                          |
| #57    | 5月1日     | 流川夕                     |                                                          |
| #58    | 5月8日     | 流川夕                     |                                                          |
| #59    | 5月15日    | 河合あすな                 |                                                          |
| #60    | 5月22日    | 河合あすな                 |                                                          |
| #61    | 5月29日    | メロウ・P・ハート          | 初のVtuberゲスト                                         |
| #62    | 6月5日     | メロウ・P・ハート          |                                                          |
| #63    | 6月12日    | 松岡すず                   |                                                          |
| #64    | 6月19日    | 松岡すず                   |                                                          |
| #65    | ６月26日   | 涼森れむ                   |                                                          |
| #66    | 7月3日     | 涼森れむ                   |                                                          |
| #67    | 7月10日    | 涼森れむ                   | ベスト・オブ・MOROHA プレステージアパレル訪問中継        |
| #68    | 7月17日    | 流川夕                     |                                                          |
| #69    | 7月24日    | 流川夕                     |                                                          |
| #70    | 7月31日    | 野々浦暖                   |                                                          |
| #71    | 8月7日     | 野々浦暖                   |                                                          |
| #72    | 8月14日    | 八掛うみ                   |                                                          |
| #73    | 8月21日    | 八掛うみ                   |                                                          |
| #74    | 8月28日    | メロウ・P・ハート          |                                                          |
| #75    | 9月4日     | メロウ・P・ハート          |                                                          |
| #76    | 9月11日    | 涼森れむ                   |                                                          |
| #77    | 9月18日    | 涼森れむ                   |                                                          |
| #78    | 9月25日    | 流川夕                     |                                                          |
| #79    | 10月2日    | 流川夕                     |                                                          |
| #80    | 10月9日    | 河合あすな                 |                                                          |
| #81    | 10月16日   | 河合あすな                 |                                                          |
| #82    | 10月23日   | 野々浦暖                   |                                                          |
|        | 10月30日   |                            | 日本シリーズ中継延長のため放送休止                       |
| #83    | 11月6日    | 野々浦暖                   |                                                          |
| #84    | 11月13日   | 瀧本雫葉                   |                                                          |
| #85    | 11月20日   | 瀧本雫葉                   |                                                          |
| #86    | 11月27日   | 流川夕                     | 酒井の代理としてスパイシーガーリックが出演。             |
| #87    | 12月4日    | 流川夕                     | 酒井の代理としてスパイシーガーリックが出演。             |
| #88    | 12月10日   | メロウ・P・ハート          |                                                          |
| #89    | 12月17日   | メロウ・P・ハート          |                                                          |
| #90    | 12月25日   | 流川夕                     | スタジオではなく、都内某所（喫煙も可能なバー）での収録。 |

| 2024年 | 2024年     | 2024年                         | 2024年                                            |
| 放送回 | 初回放送日 | ゲスト                         | 備考                                              |
| ------ | ---------- | ------------------------------ | ------------------------------------------------- |
| #91    | 1月1日     | 流川夕                         | 年またぎ特番後の放送となり、深夜3時からの放送     |
| #92    | 1月8日     |                                | ベストオブMOROHA                                  |
| #93    | 1月15日    | 八掛うみ                       |                                                   |
| #94    | 1月22日    | 八掛うみ                       |                                                   |
| #95    | 1月29日    | 河合あすな                     | [ 23 ]                                            |
| #96    | 2月5日     | 河合あすな                     |                                                   |
| #97    | 2月12日    | 蒼乃美月                       |                                                   |
| #98    | 2月19日    | 蒼乃美月                       |                                                   |
| #99    | 2月26日    | 蒼乃美月                       | 100回直前記念、例のプール収録回                   |
| #100   | 3月4日     | 蒼乃美月                       | 100回記念、例のプール収録回                       |
| #101   | 3月11日    | 七嶋舞                         |                                                   |
| #102   | 3月18日    | 七嶋舞                         |                                                   |
| #103   | 3月25日    | 滝本雫葉                       |                                                   |
| #104   | 4月1日     | 瀧本雫葉                       |                                                   |
| #105   | 4月8日     | 蒼乃美月                       | この回より構成リニューアル                        |
| #106   | 4月15日    | 蒼乃美月                       |                                                   |
| #107   | 4月22日    | 流川夕                         |                                                   |
| #108   | 4月29日    | 流川夕                         |                                                   |
| #109   | 5月6日     | 東京ホテイソン、涼森れむ       |                                                   |
| #110   | 5月13日    | 涼森れむ                       |                                                   |
| #111   | 5月20日    | 瀧本雫葉                       |                                                   |
| #112   | 5月27日    | 瀧本雫葉                       |                                                   |
| #113   | 6月3日     | 流川夕                         |                                                   |
| #114   | 6月10日    | 流川夕                         |                                                   |
| #115   | 6月17日    | ラブレターズ塚本直毅、八掛うみ |                                                   |
| #116   | 6月24日    | ラブレターズ塚本直毅、八掛うみ |                                                   |
| #117   | 7月1日     | 蒼乃美月                       |                                                   |
| #118   | 7月8日     | 蒼乃美月                       |                                                   |
| #119   | 7月15日    | 瀬緒凛                         |                                                   |
| #120   | 7月22日    | 瀬緒凛                         |                                                   |
| #121   | 7月29日    | 松岡すず                       |                                                   |
| #122   | 8月5日     | 松岡すず                       |                                                   |
| #123   | 8月12日    | スパイシーガーリック、蒼乃美月 |                                                   |
| #124   | 8月19日    | スパイシーガーリック、蒼乃美月 |                                                   |
| #125   | 8月26日    | 高田純次、涼森れむ、野々浦暖   |                                                   |
| #126   | 9月2日     | 高田純次、涼森れむ、野々浦暖   | 「純次と直樹」とのコラボ企画実施                  |
| #127   | 9月9日     | 七嶋舞                         |                                                   |
| #128   | 9月17日    | 七嶋舞                         |                                                   |
| #129   | 9月23日    | 釈アリス                       |                                                   |
| #130   | 9月30日    | 釈アリス                       |                                                   |
| #131   | 10月7日    | 釈アリス                       |                                                   |
| #132   | 10月14日   | 釈アリス                       |                                                   |
| #133   | 10月21日   | 河合あすな                     |                                                   |
| #134   | 10月27日   | 河合あすな                     | 日本シリーズ特番及び選挙特番のため4：30から放送。 |
| #135   | 11月4日    | 瀧本雫葉                       |                                                   |
| #136   | 11月11日   | 瀧本雫葉                       |                                                   |
| #137   | 11月18日   | 蒼乃美月                       |                                                   |
| #138   | 11月25日   | 蒼乃美月                       |                                                   |
| #139   | 12月2日    | 釈アリス                       |                                                   |
| #140   | 12月9日    | 釈アリス                       |                                                   |
| #141   | 12月16日   | 八掛うみ                       |                                                   |
| #142   | 12月23日   | 八掛うみ                       |                                                   |
| #143   | 12月30日   | 七嶋舞                         |                                                   |

| 2025年 | 2025年     | 2025年                 | 2025年                                           |
| 放送回 | 初回放送日 | ゲスト                 | 備考                                             |
| ------ | ---------- | ---------------------- | ------------------------------------------------ |
| #144   | 1月6日     | 七嶋舞                 |                                                  |
| #145   | 1月13日    | 七嶋舞                 |                                                  |
| #146   | 1月20日    | 瀬緒凛                 |                                                  |
| #147   | 1月27日    | 瀬緒凛                 |                                                  |
| #148   | 2月3日     | 八掛うみ               |                                                  |
| #149   | 2月10日    | 八掛うみ               |                                                  |
| #150   | 2月17日    | 瀬緒凛                 |                                                  |
| #151   | 2月24日    | 瀬緒凛                 |                                                  |
| #152   | 3月3日     | 釈アリス               |                                                  |
| #153   | 3月10日    | 釈アリス               |                                                  |
| #154   | 3月17日    | 斎木香住、ラブレターズ |                                                  |
| #155   | 3月24日    | 斎木香住、ラブレターズ |                                                  |
| #156   | 3月31日    | 斎木香住               |                                                  |
| #157   | 4月5日     | 斎木香住               | この回より金曜深夜（土曜未明）に時間変更。       |
| #158   | 4月12日    | 釈アリス               |                                                  |
| #159   | 4月19日    | 釈アリス               |                                                  |
| #160   | 4月26日    | 菅谷怜奈               | 初のADゲスト。ただし監督経験はある。             |
| #161   | 5月3日     | 菅谷怜奈               |                                                  |
| #162   | 5月10日    | 釈アリス               |                                                  |
| #163   | 5月17日    | 釈アリス               |                                                  |
| #164   | 5月24日    | 斎木香住               | 酒井欠席の代打としてスパイシーガーリックが出演。 |
| #165   | 5月31日    | 斎木香住               | 酒井欠席の代打としてスパイシーガーリックが出演。 |
| #166   | 6月7日     |                        | ムケ狭間の戦いSP                                 |
| #167   | 6月14日    | 釈アリス               |                                                  |
| #168   | 6月21日    | 釈アリス               |                                                  |
| #169   | 6月28日    | 河合あすな             | 文化放送1階サテライトスタジオで公開収録。        |

## 音楽

### オープニング曲
- 「Love Love Session」電気グルーヴ×スチャダラパー　作詞 : 電気グルーヴ×スチャダラパー. 作曲 : 電気グルーヴ×スチャダラパー

### エンディング曲
- 「幽霊であるし」ニガミ17才　作詞：岩下優介　作曲：ニガミ17才
- 「Sundays Best」 never young beach　作詞：Yuma Abe 作曲：Yuma Abe